# 水戸黄門 (第31-38部)

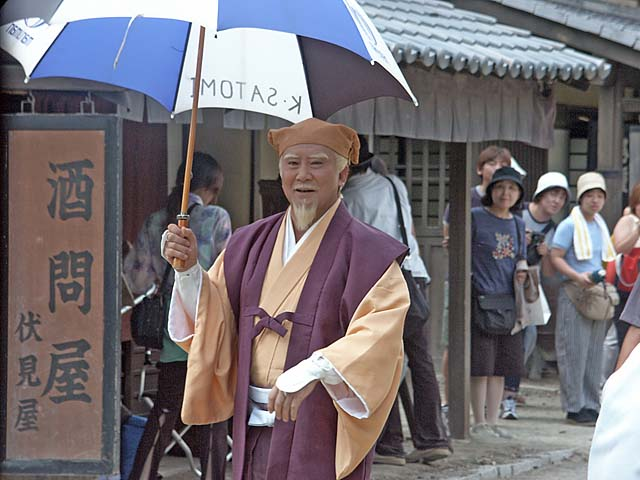
里見浩太朗が演じる水戸黄門（5代目）

本項では、TBSにおいて放送された日本の時代劇『水戸黄門』（みとこうもん）のうち、里見浩太朗が主演で放送していたシリーズ中、2002年から2008年にかけてパナソニック ドラマシアターに枠名改称前のナショナル劇場枠で放送された第31部から第38部までの各部について記述する。

## 各部の概要
放送日はTBSおよび同時ネット局を基準とし、レギュラー・準レギュラーの経験があるゲストは太字で表記する。
芸名は放送当時のものを表示しているため、現在と異なる場合がある。

### 第31部
『水戸黄門 第31部』（みとこうもん だい31ぶ）は2002年10月14日から2003年3月24日までTBSで放送されたナショナル劇場のドラマ。製作はC.A.L。全22話（通算982回）。

#### ストーリー
幕府の財政改革の手がかりを探すため、一行は天下の金が集まる大坂を目指し旅立つ。

#### キャスト

##### メインレギュラー
- 水戸光圀：里見浩太朗
- 佐々木助三郎：岸本祐二
- 渥美格之進：山田純大
- 疾風のお娟：由美かおる
- （加賀屋）八重：岩崎加根子
- 風の鬼若：照英
- アキ：斉藤晶

##### 準レギュラー
- 徳川綱吉：堤大二郎（第1話、第22話）
- 柳沢吉保：橋爪淳（第1話、第10話、第12話、第22話）
- 荻原重秀：石田登星（第1話、第11話、第22話）
- 山野辺多江：藤田むつみ（第11話、第22話）
- 鳴神の夜叉王丸：山口馬木也（第22話）
- 山野辺兵庫：丹波哲郎（第1話、第11話、第22話）

#### スタッフ
- 製作総指揮：松下正治
- 製作：加地隆雄、逸見勉
- 企画：中尾幸男（チーフプロデューサー）
- 脚本：宮川一郎（第1話、第3話、第5話、第9話、第11話、第19話、第21話、第22話）、岡本さとる（第2話、第4話、第7話、第8話、第15話、第19話、第20話、第22話）、吉本昌弘（第6話、第16話）、藤井邦夫（第10話、第14話、第17話）、大西信行（第12話、第13話、第18話）
- 音楽：木下忠司
- 特技：宍戸大全
- プロデューサー：藤田知久
- プロデューサー：樋口祐三、進藤盛延
- 撮影：長谷川光德、都築雅人ほか
- 照明：畑下隆憲、亀山譲ほか
- 録音：木村均、中川清、田辺義教ほか
- 美術：辻野大、高見哲也、山下謙爾ほか
- 記録：西村直美、内藤幸子、小川加津子ほか
- 助監督：和田圭一、梅原重行ほか
- VE：作村龍二、山本辰也
- 編集：河合和子
- ビデオ編集：鍛冶川一夫
- 技術協力：IMAGICAウェスト
- 整音：神戸孝憲
- 邦楽監修：中本哲
- 擬斗：清家三彦、菅原俊夫、上野隆三、土井淳之祐（東映剣会）
- 舞踊振付：猿若加於理
- 装置：森俊昭、岡田厚詩
- 装飾：長尾康久、籠尾和人
- 小道具：高津商会
- 騎馬：岸本乗馬センター
- 美粧・結髪：東和美粧
- かつら：山崎かつら
- 衣装：植田光三
- 協力：元離宮・二條城、熱田神宮（第7話）、国宝・姫路城、姫路フィルムコミュッション（第10話）
- 番組宣伝：河野裕之
- スチール：荒川大介
- 演技事務：山下義明
- 進行：釣田泰
- 制作補：長﨑洋二郎、八島賢
- 進行主任：森井敦
- 制作協力：オフィス・ヘンミ
- 文芸担当：皿田明
- 題字：朝比奈宗源
- ナレーター：鈴木史朗
- 監督：矢田清巳（第1話～第2話、第8話～第9話、第19話～第20話）井上泰治（第3話～第4話、第7話、第10話、第12話、第14話、第21話）、金鐘守（第5話～第6話、第11話、第13話、第17話～第18話、第22話）、高倉祐二（第15話、第16話）
- 制作協力：東映太秦映像
- 製作：C.A.L

#### 主題歌
オープニングテーマ
あゝ人生に涙あり
作詞 - 山上路夫 / 作曲 - 木下忠司 / 唄 - 橋幸夫、舟木一夫、西郷輝彦

#### 解説
- 光圀役は里見浩太朗になる。里見は第3部から第17部まで2代目佐々木助三郎役を務めており、約14年ぶりの復帰となった。過去に主要レギュラーとして出演した俳優が別役でレギュラー復帰するのは本作品初であり[1]、また里見は映画『水戸黄門 天下の副将軍』（1959年公開）での渥美格之進役とあわせて「水戸光圀・佐々木助三郎・渥美格之進の三役を演じた初の俳優」ともなった。
- 風の鬼若（照英）、アキ（斉藤晶）、八重（岩崎加根子）がレギュラーに加わる。また、鳴神の夜叉王丸（山口馬木也）、山野辺兵庫（丹波哲郎）が準レギュラーになる。
- 助三郎役の岸本祐二、格之進役の山田純大の最終シリーズである。
- 第18話には里見の息子である佐野圭亮がゲスト出演している。
- タイトルがそれまでの三葉葵のアップと縦書きのキャスト・スタッフに戻ったが、CG作成に変わった。
- このシリーズ以降第36部まではオープニング画面が出ると直ぐに主題歌に入らずに本編が始まり、途中から主題歌がスタートする。

#### TBSチャンネルでの再放送
- 2016年4月22日からTBSチャンネル1にて、CS初の再放送が開始された。

#### BS-TBSでの再放送
- 2020年11月27日から2021年1月5日までと2022年7月13日から8月29日までそれぞれ放送された。ただし、最終話（第22話）は2時間スペシャルであったため、前編・後編に分割して放送された。また、2025年1月2日に第1話のみが放送された。

### 第32部
『水戸黄門 第32部』（みとこうもん だい32ぶ）は2003年7月28日から2003年12月8日までTBSで放送されたナショナル劇場のドラマ。製作はC.A.L。全17話（通算999回）。

#### ストーリー
加賀藩の世継ぎ問題を解決するため、一行は金沢へ旅立つ。

#### キャスト

##### メインレギュラー
- 水戸光圀：里見浩太朗
- 佐々木助三郎：原田龍二
- 渥美格之進：合田雅吏
- 疾風のお娟：由美かおる
- （加賀屋）八重：岩崎加根子（第1話～第8話、第17話）
- 風の鬼若：照英
- アキ：斉藤晶

##### 準レギュラー
- 鳴神の夜叉王丸：山口馬木也（第1話、第4話、第8話）
- 徳川綱吉：堤大二郎（第1話、第17話）
- 山野辺兵庫：丹波哲郎（第1話、第17話）

#### スタッフ
- 製作総指揮：松下正治
- 製作：加地隆雄、逸見勉
- 企画：中尾幸男（チーフプロデューサー）
- 脚本：宮川一郎（第1話、第8話、第11話）、岡本さとる（第2話、第4話、第8話、第9話、第12話、第15話、第16話）、大西信行（第3話、第6話、第13話）、藤井邦夫（第5話、第7話、第10話）、櫻井康裕（第14話、第17話）、鈴木則文（第15話）
- 音楽：木下忠司
- 特技：宍戸大全
- プロデューサー：藤田知久
- プロデューサー：樋口祐三、進藤盛延
- 撮影：都築雅人ほか
- 照明：畑下隆憲ほか
- 録音：田辺義教ほか
- 美術：辻野大、高見哲也ほか
- 記録：西村直美、小川加津子ほか
- 助監督：和田圭一ほか
- VE：山本辰也、作村龍二
- 編集：河合和子
- ビデオ編集：鍛冶川一夫
- 技術協力：IMAGICAウェスト
- 整音：神戸孝憲
- 邦楽監修：中本哲
- 擬斗：上野隆三、清家三彦、菅原俊夫、土井淳之祐（東映剣会）
- 舞踊振付：猿若加於理
- 装置：森俊昭、岡田厚詩ほか
- 装飾：長尾康久、籠尾和人ほか
- 小道具：高津商会
- 騎馬：岸本乗馬センター
- 美粧・結髪：東和美粧
- かつら：山崎かつら
- 衣装：植田光三
- 演技事務：山下義明
- スチール：荒川大介
- 進行主任：土生川明弘ほか
- 協力：元離宮・二條城、京都・大覚寺
- 制作補：長﨑洋二郎、八島賢
- 制作担当：森井敦
- 制作協力：オフィス・ヘンミ
- 文芸担当：皿田明
- 番組宣伝：河野裕之
- 題字：朝比奈宗源
- ナレーター：鈴木史朗
- 監督：矢田清巳（第1話～第2話、第4話、第7話、第9話、第12話～第13話、第16話～第17話）、井上泰治（第3話、第5話、第10話～第11話）、金鐘守（第4話、第6話、第8話、第14話～第15話）
- 制作協力：東映太秦映像
- 製作：C.A.L

#### 主題歌
オープニングテーマ
あゝ人生に涙あり
作詞 - 山上路夫 / 作曲 - 木下忠司 / 唄 - 橋幸夫、舟木一夫、西郷輝彦

#### 解説
- 助三郎役は原田龍二、格之進役は合田雅吏になる。第28部までの様に助三郎が軟物的、格之進が堅物的になった。
- 第31部までの通算放送回数から通算放送回数を999回に合わせる為、今シリーズは話数が17回となった。
- 第3話に原田の弟である本宮泰風がゲスト出演している。また、子役として三浦春馬が、モブシーンにレイザーラモンがゲスト出演している。
- 第11話にレーシングドライバーの片山右京がゲスト出演している。
- 第32部のポスターから松下電器・松下電工の表示が廃止された。

#### TBSチャンネルでの再放送
- 2016年10月27日より、CS初として、TBSチャンネル1で放送開始。

#### BS-TBSでの再放送
- 2019年8月11日に第8話の2時間スペシャルが放送された。また、2021年1月6日から1月29日までと2022年8月30日から9月27日までそれぞれ放送された。ただし、2021年と2022年の放送の際、第8話は2時間スペシャルであったため、前編・後編に分割して放送された。また、2025年1月2日に第1話のみが放送された。

### 1000回記念スペシャル
『水戸黄門 1000回記念スペシャル』（みとこうもん 1000かいきねんすぺしゃる）は2003年12月15日に放映された3時間スペシャル時代劇。製作はC.A.L（通算1000回）。立ち寄り先は水戸 → 江戸 → 箱根 → 大井川 → 浜名湖 → 岡崎 → 桑名 → 京 → 島原 → 伏見 → 徳島 → 鹿児島

#### ストーリー
江戸で旗本と町衆の喧嘩を調停した光圀は、薩摩藩の不正を糾明するため旅立つ。

#### キャスト
- 水戸光圀：里見浩太朗
- 佐々木助三郎：原田龍二
- 渥美格之進：合田雅吏
- 疾風のお娟：由美かおる
- 八重：岩崎加根子
- 風の鬼若：照英
- アキ：斉藤晶
- 徳川光友：橋幸夫
- 徳川綱吉：堤大二郎
- 鳴神の夜叉王丸：山口馬木也
- 柳沢吉保：橋爪淳
- 山野辺兵庫：丹波哲郎
- 風車の弥七：中谷一郎（2カットのみのVTR出演）
- うっかり八兵衛：高橋元太郎
- 霞のお新：宮園純子
- 柘植の飛猿：野村将希
- 素破の次郎坊：コロッケ
- 平松勘兵衛：横内正
- 伊藤仁斎：大和田伸也
- 近藤登之助：伊吹吾郎
- おその：伊藤榮子
- お松：山口いづみ
- 服部半蔵：佐野浅夫
- 角淳一（MBS）
- 井上チャル
- 忍び（文七）：福本清三
- 関屋伊兵衛：岩尾正隆
- 紅萬子
- 陣内智則
- かつみ・さゆり
- ウオーターハウス亜耶・美希
- 磯部公彦
- 米田良
- 偽助さん・偽格さん：ケンキ・テル（どーよ）
- 李一龍
- 石田英司（MBS）
- 木谷邦臣
- 岡本敏明
- 狩野山月：森光子（特別出演）
- お米：赤木春恵（友情出演）

- 白井滋郎
- 金高弘明
- 笹木俊志
- 川鶴晃裕
- 木下通博
- 岡田友孝
- 大矢敬典
- 福嶋幸一
- 稲垣陽子
- 南山千恵美
- 森山陽介
- 松川浩子（MBS）
- 稲田龍雄
- 仲山真由
- 小林さゆり
- 植山祐三子
- 高井清史
- 中村彰宏
- 結城七十郎：桑原和生
- お梅：馬渕英里何
- 三剣一風：長嶋一茂
- 桔梗：三浦理恵子
- 勘太：中野英雄
- 駒吉：根本りつ子
- 岩村主膳：川合伸旺
- 山下民部：内田勝正
- 唐犬の重蔵：竜雷太
- 道右衛門（偽黄門）：小松政夫
- 津田宗八：林与一
- 淀屋辰五郎：山口崇
- 旅の夫：佐川満男
- 沢野嘉六：桂ざこば
- 井沢軍太夫：中田浩二
- 萩原又四郎：津村鷹志
- 橋口大八：高松しげお
- 徳兵衛：曾我廼家文童
- おたつ：春やすこ
- お君：有坂来瞳
- 島津綱貴：竹脇無我（友情出演）
- 紀伊國屋文左衛門：森繁久彌（特別出演）

- 脚本：宮川一郎、岡本さとる
- 監修：山内鉄也
- 音楽：木下忠司
- 主題歌
  - 作詞：山上路夫
  - 作曲：木下忠司
  - 唄：「あゝ人生に涙あり」橋幸夫、舟木一夫、西郷輝彦（3ｺｰﾗｽの三人斉唱版）

#### スタッフ
- チーフプロデューサー：中尾幸男
- プロデューサー：藤田知久、樋口祐三、進藤盛延
- 撮影：都築雅人
  - 撮影助手：山口哲史、作村龍二、山本辰也
- 照明：畑下隆憲
  - 照明助手：宇山智久、亀山譲、土居欣也、伊藤伸治
- 録音：中川清
  - 録音助手：田代博司、細井嘉雄
- 美術：辻野大
- 記録：内藤幸子
- 助監督：和田圭一
  - 六車雅宣、高垣博也
- VE：横山丈浩
- 編集：河合和子
  - 中林久子
- ビデオ編集：鍛冶川一夫
- 技術協力：IMAGICAウェスト、カムクルー
- 整音：神戸孝憲
  - 田辺義憲
- 邦楽監修：中本哲
- 日本舞踊：猿若加於理
- 沖縄舞踊：児玉ひろ子
- 擬斗：上野隆三（東映剣会）
- 装置：西川由紀夫
  - 佐伯賢治

- 小道具：高津商会
- 美粧：鳥居清一
  - 櫨川芳昭
- 結髪：福本るみ
  - 松浦真里
- かつら：山崎かつら
- 衣装：植田光三
  - 熊田美千代
- スチール：荒川大介
- 演技事務：山下義明
- 進行：伊達知永
  - 八木由泰
- 進行主任：松田渡
- 協力
  - 大塚屋子之吉、京都・大覚寺、徳島県ロケーションサービス、阿波踊なにわ連
- 制作補：長﨑洋二郎、八島賢
- 制作担当：森井敦
- 制作協力：オフィス・ヘンミ
- 文芸担当：皿田明
- 番組宣伝：河野裕之
- 題字：朝比奈宗源
- ナレーター：鈴木史朗
- 監督：井上泰治
- 制作協力：東映太秦映像
- 製作：C.A.L

#### 解説
- 放送1000回を記念して、水戸黄門史上初となる3時間スペシャルで放送。高橋元太郎を初めとする歴代のレギュラーが総出演し、またかつて助役と格役を演じた俳優も別の重要な役でゲスト出演した。
- また、当時の悪役ゲスト常連組の川合伸旺、内田勝正、中田浩二も登場した。なお、川合はこの1000回スペシャルが最後の出演となった。
- 本作から、SDビデオ撮影からHD撮影システムである「VARICAM」に変更され、以後のシリーズはハイビジョン仕様で撮影される。

#### TBSチャンネルでの再放送
- 2016年11月27日にCS初として、TBSチャンネル1で放送。

#### BS-TBSでの再放送
- 2011年11月7日、2019年3月9日、2020年3月15日、2024年1月1日、同年8月4日に放送された。

### 第33部
『水戸黄門 第33部』（みとこうもん だい33ぶ）は2004年4月12日から2004年9月20日までTBSで放送されたナショナル劇場のドラマ。製作はC.A.L。全22話（通算1022回）。

#### ストーリー
幕府転覆を企む西海屋の野望を阻止するため、一行は鳥取へ旅立つ。

#### キャスト

##### メインレギュラー
- 水戸光圀：里見浩太朗
- 佐々木助三郎：原田龍二
- 渥美格之進：合田雅吏
- 疾風のお娟：由美かおる
- （加賀屋）八重：岩崎加根子（第1話、第19話～第22話）
- よろず屋の千太：三波豊和
- 風の鬼若：照英
- アキ：斉藤晶

##### 準レギュラー
- 鳴神の夜叉王丸：山口馬木也（第6話、第22話）
- 柳沢吉保：橋爪淳（第22話）
- 徳川綱吉：堤大二郎（第1話、第22話）
- 西海屋甚左衛門：中山仁（第1話、第15話）
- 市兵衛：大河内浩（第1話、第6話、第15話）
- 山野辺多江：藤田むつみ（第1話）
- 山野辺兵庫：丹波哲郎（第1話、第22話）

#### スタッフ
- 製作総指揮：松下正治
- 製作：加地隆雄、逸見勉
- 企画：中尾幸男（チーフプロデューサー）
- 脚本：岡本さとる（第1話、第6話、第7話、第9話、第11話、第15話、第18話、第19話、第22話）、藤井邦夫（第2話、第8話、第14話、第21話）、宮川一郎（第3話、第5話、第12話、第18話）、櫻井康裕（第4話、第10話、第13話、第17話）、横山一真（第16話、第20話）
- 音楽：木下忠司
- 特技：宍戸大全
- プロデューサー：藤田知久
- プロデューサー：樋口祐三、進藤盛延
- 撮影：長谷川光德、都築雅人ほか
- 照明：畑下隆憲、亀山譲ほか
- 録音：田辺義教、中川清ほか
- 美術：辻野大ほか
- 記録：小川加津子、西村直美、内藤幸子ほか
- 助監督：佐藤晴夫、六車雅宣、和田圭一ほか
- VE：横山丈浩、作村龍二
- 編集：河合和子
- ビデオ編集：鍛冶川一夫、髙田晴伸
- 技術協力：IMAGICAウェスト、カムクルー
- 整音：神戸整憲
- 邦楽監修：中本哲
- 舞踊振付：若柳錦秀（第22話）
- 水芸：藤山新太郎と東京イリュージョン（第22話）
- 擬斗：上野隆三、清家三彦、土井淳之祐ほか（東映剣会）
- 装置：野本志郎
- 装飾：籠尾和人
- 小道具：高津商会
- スチール：荒川大介
- 騎馬：岸本乗馬センター
- 美粧・結髪：東和美粧
- かつら：山崎かつら
- 衣装：植田光三
- 演技事務：山下義明
- 制作担当：森井敦
- 進行主任：松田渡、梅原重行
- 協力：東映太秦映画村、姫路フィルムコミッション
- 協力：久能山東照宮、石清水八幡宮、元離宮・二條城（第1話）、御室・仁和寺（第4話）、長岡京・光明寺（第5話）、京都・大覚寺、国宝・姫路城（第1話）
- 制作補：長﨑洋二郎、浦壁浩之、八島賢
- 制作協力：オフィス・ヘンミ
- 文芸担当：皿田明
- 番組宣伝：河野裕之
- 題字：朝比奈宗源
- ナレーター：鈴木史朗
- 監督：金鐘守（第1話、第3話、第6話、第8話、第13話、第14話、第19話、第20話）、矢田清巳（第2話、第4話、第9話、第10話、第15話、第16話）、井上泰治（第5話、第7話、第11話、第12話、第17話、第18話、第22話）、上杉尚祺（第21話）
- 制作協力：東映太秦映像
- 製作：C.A.L

#### 主題歌
オープニングテーマ
あゝ人生に涙あり
作詞 - 山上路夫 / 作曲 - 木下忠司 / 唄 - 原田龍二、合田雅吏

#### 解説
- よろず屋の千太（三波豊和）がレギュラーに加わる。うっかり八兵衛（高橋元太郎）以来の男性コメディーリリーフとなる。
- 第5話に斉藤の姉である斉藤千晃がゲスト出演している。
- 放送1000回を記念して、主題歌を原田と合田が歌った。助三郎・格之進役の俳優が主題歌を担当するのは第28部以来。この収録のものは第33部のみに使用された。2人とも第34部の収録時のものより、重々しく歌っている。
- 第21部から編集・河合勝巳の後を継いだ夫人・河合和子の最終シリーズである（担当回数390回）。
- 第33部の放送直前の2004年4月1日、第1部から第27部まで30年に渡って演じた初代風車の弥七役の中谷一郎が咽頭がんで逝去した。
- 第33部のポスターから「チャンネル・ロック、TBS」のキャッチフレーズが入るようになった。

#### TBSチャンネルでの再放送
- 2016年11月22日からCS初として、TBSチャンネル1で放送開始。ただし、最終話のみ、前後編に分けての放送となる。BS-TBSにおいては、単発のスペシャル番組として、そのままでの再放送が不定期に行われている。
- TBSチャンネル1における再放送では、この部より、次回予告が併せて放送されるようになった。ただし、予告編内にTBSのホームページアドレスなどがあることから、番組終了後、番組内の情報は放送当時のものである旨が表示された。以降の部においても、同様である。

#### BS-TBSでの再放送
- 2019年5月12日に最終話の2時間スペシャルが放送された。また、2021年2月1日から3月3日まで放送された。ただし、2021年の放送の際、最終話（第22話）は2時間スペシャルであったため、前編・後編に分割して放送された。

### 第34部
『水戸黄門 第34部』（みとこうもん だい34ぶ）は2005年1月10日から2005年6月6日までTBSで放送されたナショナル劇場のドラマ。製作はC.A.L。全20話（通算1042回）。

#### ストーリー
仙台藩の世継ぎ騒動を解決するため、一行は旅立つ。

#### キャスト

##### メインレギュラー
- 水戸光圀：里見浩太朗
- 佐々木助三郎：原田龍二
- 渥美格之進：合田雅吏
- 疾風のお娟：由美かおる
- よろず屋の千太：三波豊和
- 風の鬼若：照英
- アキ：斉藤晶

##### 準レギュラー
- （加賀屋）八重：岩崎加根子（第1話、第20話）
- 鳴神の夜叉王丸：山口馬木也（第1話）
- 坂口美加：瀬戸早妃（第1話、第20話）
- 佐々木静枝：池内淳子（第1話、第20話）
- 徳川綱吉：堤大二郎（第1話、第20話）
- 柳沢吉保：橋爪淳（第1話、第12話、第20話）
- 大沼軍太夫：林与一（第1話、第4話）
- 川本屋：常泉忠通（第1話、第4話）
- 甚内：森山陽介（第1話〜第4話）
- 山野辺兵庫：丹波哲郎（第1話）

#### スタッフ
- 製作総指揮：松下正治
- 製作：加地隆雄、逸見勉
- 企画：中尾幸男（チーフプロデューサー）
- 脚本：櫻井康裕（第1話～第2話、第9話、第15話、第17話〜第18話、第20話）、岡本さとる（第3話～第4話、第6話～第8話、第10話〜第12話、第14話、第16話、第18話〜第19話）、横山一真（第5話、第13話）、吉本昌弘（第7話）、宮川一郎（第16話）
- 音楽：木下忠司
- 特技：宍戸大全
- プロデューサー：藤田知久
- プロデューサー：樋口祐三、進藤盛延
- VE：作村龍二、山本辰也
- 編集：藤原公司
- VTR編集：鍛冶川一夫
- 技術協力：IMAGICAウェスト
- 整音：神戸孝憲
- 邦楽監修：中本哲
- 擬斗：上野隆三、清家三彦、菅原俊夫（東映剣会）
- 小道具：高津商会
- 美粧・結髪：東和美粧
- かつら：山崎かつら
- 衣装：植田光三
- 演技事務：山下義明
- スチール：荒川大介
- 協力：京都・大覚寺
- 制作補：長﨑洋二郎、八島賢
- 制作協力：オフィス・ヘンミ
- 文芸担当：皿田明
- 番組宣伝：河野裕之
- 題字：朝比奈宗源
- ナレーター：鈴木史朗
- 監督：矢田清巳（第1話、第4話、第7話～第8話、第16話、第18話）、金鐘守（第2話〜第3話、第12話〜第13話、第19話）、上杉尚祺（第5話～第6話、第14話〜第15話）、井上泰治（第9話～第10話、第17話、第20話）、苫米地祥宏（第11話）
- 制作協力：東映太秦映像
- 製作：C.A.L

#### 主題歌
オープニングテーマ
あゝ人生に涙あり
作詞 - 山上路夫 / 作曲 - 木下忠司 / 唄 - 原田龍二、合田雅吏

#### 解説
- 八重が水戸に残り、光圀、助三郎、格之進、お娟、千太、鬼若、アキの7人で旅をする。このシリーズでは第7部以来29年ぶりに北海道にも足を延ばしている。
- このシリーズから、助三郎の母・静枝（池内淳子）と助三郎のお見合い相手で仙台藩江戸屋敷組頭・坂口主水（尾崎右宗）の妹・美加（瀬戸早妃）が準レギュラーになる。瀬戸は仙台市出身である。
- 第24部以来およそ10年ぶりにレギュラー刺客が登場する。
- 第1話では光圀自ら印籠を披露している。
- 第9話にTBSアナウンサーの安住紳一郎が出演している。
- 第16話に長谷川哲夫が悪役でゲスト出演している。
- 第19話で、クレジットされていないが、里見浩太朗が一人二役を演じているシーンがある。
- 主題歌を収録し直し、第33部に比べると2人とも軽やかに歌っている。以後、このものを使用している。

#### TBSチャンネルでの再放送
- 2017年1月9日から、TBSチャンネル1にて、CS初放送として放送開始。

#### BS-TBSでの再放送
- 2021年3月4日から4月7日まで放送された。

### 第35部
『水戸黄門 第35部』（みとこうもん だい35ぶ）は2005年10月10日から2006年3月6日までTBSで放送されたナショナル劇場のドラマ。製作はC.A.L。全20話（通算1062回）。

#### ストーリー
実子である高松藩主・松平頼常に掛けられた謀叛の嫌疑を晴らした光圀は、この騒動の原因となった闇の布袋一派の野望を粉砕するため、長崎へと旅立つ。

#### キャスト

##### メインレギュラー
- 水戸光圀：里見浩太朗
- 佐々木助三郎：原田龍二
- 渥美格之進：合田雅吏
- 疾風のお娟：由美かおる
- よろず屋の千太：三波豊和
- 風の鬼若：照英
- アキ：斉藤晶
- 闇の布袋：遠藤太津朗（第1話～第9話）
- 北斗の桔梗：原史奈（第1話～第9話）
- 飛竜：四方堂亘（第5話～第9話）

##### 準レギュラー
- 八重：岩崎加根子（第1話）
- 鳴神の夜叉王丸：山口馬木也（第1話）
- 徳川綱吉：堤大二郎（第1話）
- 柳沢吉保：橋爪淳（第1話）
- 佐々木静枝：池内淳子（第1話）
- 山野辺兵庫：丹波哲郎（第1話）

#### スタッフ
- 製作総指揮：松下正治
- 製作：加地隆雄、逸見勉
- 企画：中尾幸男（チーフプロデューサー）
- 脚本：岡本さとる（第1話、第4話〜第7話、第9話、第15話、第19話）、櫻井康裕（第2話、第8話、第12話、第18話、第20話）、横山一真（第3話、第6話、第10話、第14話、第17話）、吉本昌弘（第11話、第16話）、岩田元喜（第13話）
- 音楽：木下忠司
- 特技：宍戸大全
- プロデューサー：藤田知久
- プロデューサー：樋口祐三、進藤盛延
- 撮影：都築雅人、長谷川光德ほか
- 照明：畑下隆憲、土井欣也、亀山譲ほか
- 録音：中川清、佐藤茂樹、田辺義教ほか
- 美術：辻野大、山下謙爾ほか
- 記録：内藤幸子、西村直美ほか
- 助監督：和田圭一、喜田川隆義、佐藤晴夫ほか
- VE：作村龍二、山崎哲史、横山丈浩ほか
- 編集：藤原公司
- ビデオ編集：髙田晴伸
- 技術協力：IMAGICAウェスト、オフィシャル・オーカー
- 整音：神戸孝憲
- 邦楽監修：中本哲
- 擬斗：上野隆三、菅原俊夫、清家三彦（東映剣会）
- 騎馬：岸本乗馬センター
- 舞踊振付：猿若加於理
- 装置：森俊昭
- 装飾：籠尾和人、長谷川優市呂ほか
- 小道具：高津商会
- スチール：荒川大介
- 美粧・結髪：東和美粧
- かつら：山崎かつら
- 衣裳：植田光三
- 演技事務：山下義明
- 制作担当：森井敦
- 進行主任：梅原重行
- 進行：伊達知水、世古美智子
- 協力：財団法人水府明徳会 西山荘、東映太秦映画村、京都・大覚寺、元離宮・二條城（第1話）、八幡堀を守る会、滋賀ロケーションオフィス（第6話）
- 制作補：長﨑洋二郎、浦壁浩之、八島賢
- 制作協力：オフィス・ヘンミ
- 文芸担当：皿田明
- 番組宣伝：河野裕之
- 題字：朝比奈宗源
- 印籠制作：若島宗齋
- ナレーター：鈴木史朗
- 監督：金鐘守（第1話、第9話〜第10話、第17話〜第18話、第20話）、矢田清巳（第2話〜第3話、第11話〜第12話）、上杉尚祺（第4話、第15話〜第16話）、森本浩史（第5話〜第6話）、井上泰治（第7話〜第8話、第13話〜第14話）、苫米地祥宏（第19話）
- 制作協力：東映太秦映像
- 製作：C.A.L

#### 主題歌
オープニングテーマ
あゝ人生に涙あり
作詞 - 山上路夫 / 作曲 - 木下忠司 / 唄 - 原田龍二、合田雅吏

#### 解説
- このシリーズから、印籠が新調された。文部大臣賞など数々の賞を受賞した5代目若島宗齋が制作した、本物の輪島塗の印籠を使用している。全部で3個作られており[3]、その価値は「値段が付けられない」との事。本編中でも「輪島塗の名人に新しく作ってもらった」という設定になっている。
- 徳川幕府に100年の恨みを抱く謎の怪人・闇の布袋（遠藤太津朗）と配下のくノ一・北斗の桔梗（原史奈）が第9話まで登場する。桔梗は最終話の翌週に放送された『ナショナル劇場50周年記念特別企画スペシャル』にも登場する。なお、これまで悪代官や悪奉行などのゲスト悪役を演じていた遠藤はこのシリーズが最後の出演となった。
- 第7話に斉藤の姉である斉藤千晃がゲスト出演している。
- 第14話で印籠シーンが登場したのは午後8時56分で歴代最遅となった。これは放送開始直前に堀江貴文ライブドア社長（当時）が逮捕されたニュースを速報で伝えていたため放送開始が10分遅れたことによる。
- 第14話に3代目格之進役の伊吹吾郎がゲスト出演しているが、当初は初代格之進役の横内正がゲスト出演する予定であった。
- よろず屋の千太役の三波豊和の最終シリーズである（『ナショナル劇場50周年記念スペシャル』が最後の出演）。
- 第31部から登場していた山野辺兵庫役の丹波哲郎が第36部の放送中に亡くなったため、この初回スペシャルが事実上最後の出演となった。

#### TBSチャンネルでの再放送
- 2017年7月11日から、CS初放送としてTBSチャンネル1にて放送開始。ただし、第1話は2時間スペシャルであったため、前編・後編に分割して放送。

#### BS-TBSでの再放送
- 2010年8月30日から10月1日までと2016年2月7日に第1話が、2021年4月8日から5月17日までそれぞれ放送された。ただし、2010年と2021年の放送の際、第1話は2時間スペシャルであったため、前編・後編に分割して放送された。

### ナショナル劇場50周年記念特別企画スペシャル
『水戸黄門 ナショナル劇場50周年記念特別企画スペシャル』（みとこうもん なしょなるげきじょう50しゅうねんきねんとくべつきかくすぺしゃる）は2006年3月13日に放映された2時間スペシャル時代劇。製作はC.A.L（通算1063回）。

#### ストーリー
将軍綱吉の甥で次期将軍と目されている甲府宰相・綱豊の狙撃事件の真相を究明するため、一行は事件後江戸屋敷に籠もっていた綱豊とともに甲府へと旅立つ。

#### キャスト
- 水戸光圀：里見浩太朗
- 佐々木助三郎：原田龍二
- 渥美格之進：合田雅吏
- 疾風のお娟：由美かおる
- 八重：岩崎加根子
- よろず屋の千太：三波豊和
- 風の鬼若：照英
- アキ：斉藤晶
- 鳴神の夜叉王丸：山口馬木也
- 坂口美加：瀬戸早妃
- 北斗の桔梗：原史奈
- おゆき：水橋貴己
- 徳川綱豊：岡本竜汰
- 清吉：櫻木健一
- およし：三浦リカ
- 作造：佐川満男
- 客：角淳一
- 五兵衛：松山政路
- 阿部：石倉英彦
- 太郎吉：鈴木悠貴
- 汐見三郎：朝日完記
- 松葉太夫：渋谷めぐみ
- 茜：酒井美紀
- 松助：薗田正美
- 垣内六郎：木谷邦臣
- 仁助：安部潮
- 安：木下通博
- 留：杉山幸晴
- 配下：森山陽介
- 細川純一、西山清孝、岩須透、菅原洋美

- 用心棒：福本清三
- 客：千鳥（大悟・ノブ）
- 吉崎監物：有川博
- 奥野将監：内田勝正
- 望月左門：津村鷹志
- 宗二郎：石山輝夫
- 桂昌院：大空眞弓
- おその：柏木由紀子
- 村雨：伊藤榮子
- 大前屋儀兵衛：石立鉄男
- 水城仙右衛門：長谷川哲夫
- 新井白石：勝呂誉
- 平吉：樋浦勉
- 新田正信：沼田爆
- 喜志十郎：佐藤仁哉
- 宮内源三郎：本宮泰風
- 紀伊国屋文左衛門：長門裕之
- 大久保勘解由：中山仁
- 福留鉄斎：三谷昇
- 大熊の岩蔵：三夏紳
- 権三：三角八廊
- 九兵衛：野口貴史
- 喜平次：竜川剛
- 石川伝三：高山成夫
- 徳川綱教：水野純一
- 柳沢吉保：橋爪淳
- 徳川綱吉：堤大二郎
- 佐々木静枝：池内淳子

#### スタッフ
- 製作総指揮：松下正治
- 製作：加地隆雄、逸見勉
- 企画：中尾幸男（チーフプロデューサー）
- 脚本：岡本さとる
- 音楽：木下忠司
- プロデューサー：藤田知久、樋口祐三、進藤盛延
- 撮影：都築雅人
- 撮影助手：今西貴克、伊藤俊枝
- 照明：土居欣也
- 照明助手：宇山智久、山北一祝、中山博文、城島宣浩
- 録音：佐藤茂樹
- 録音助手：細井嘉雄、中道一慶
- 美術：辻野大
- 記録：西村直美
- 助監督：六車雅宣
  - 高垣博也
- VE：山口哲史
- 編集：藤原公司
  - 近藤弥生
- ビデオ編集：髙田晴伸

- 技術協力：IMAGICAウェスト
- 整音：神戸孝憲
  - 田代博司
- 邦楽監修：中本哲
- 日本舞踊：若柳縫秀
- 特技：宍戸大全
- 擬斗：菅原俊夫（東映剣会）
- 装置：森俊昭
  - 安川博通
- 装飾：籠尾和人
  - 平田俊和
- 小道具：高津商会
- 美粧：櫨川芳昭
  - 小田政史
- 結髪：福本るみ
  - 大森愛子
- かつら：山崎かつら
- 衣裳：植田光三、熊田美千代
- スチール：荒川大介
- 騎馬：岸本乗馬センター
- 演技事務：山下義明
- 文芸担当：皿田明
- 進行：伊達知永
- 進行主任：梅原重行

- 協力：水府明徳会、京都・大覚寺、小田原城址公園、湯の花温泉、すみや亀峰菴、箱根神社、東映太秦映画村
- 制作補：長﨑洋二郎、浦壁浩之、八島賢
- 制作担当：森井敦
- 制作協力：オフィス・ヘンミ
- 文芸担当：皿田明
- 番組宣伝：河野裕之
- 題字：朝比奈宗源
- 印籠制作：若島宗齋
- ナレーター：鈴木史朗
- 監督：井上泰治
- 制作協力：東映太秦映像
- 製作：C.A.L

#### 主題歌
オープニング・エンディングテーマ
ああ人生に涙あり
作詞 - 山上路夫 / 作曲 - 木下忠司 / 唄 - 原田龍二、合田雅吏

#### 解説
- 原田の弟である本宮泰風がゲスト出演している。
- ナショナル劇場50周年記念特別企画では里見と伊藤榮子が2週連続で出演している。里見と伊藤は『水戸黄門』では水戸光圀と村雨、『大岡越前』では土屋山城守と月光院である。
- エンディングで「あゝ人生に涙あり」の1番 - 3番が放送された。スペシャルのエンディングで主題歌が使用される流れは以降定番となる。

#### BS-TBSでの再放送
- 2011年10月19日に水曜劇場の単発枠として放送され、2012年6月8日にも金曜劇場の単発枠として再び放送された。（どちらも字幕放送も実施）また、2024年1月2日にも再び放送された。

### 第36部
『水戸黄門 第36部』（みとこうもん だい36ぶ）は2006年7月24日から2006年12月18日までTBSで放送されたナショナル劇場のドラマ。製作はC.A.L。全20話（通算1083回）。

#### ストーリー
加賀藩に嫁いだ光圀の姉・明芳院より、孫の利久と京都所司代の娘・菊姫の婚礼が行われることを報された光圀は、それに出席するため金沢を目的地に諸国漫遊の旅に出る。

#### キャスト

##### メインレギュラー
- 水戸光圀：里見浩太朗
- 佐々木助三郎：原田龍二
- 渥美格之進：合田雅吏
- 疾風のお娟：由美かおる
- 風の鬼若：照英
- アキ：斉藤晶
- おけらの新助：松井天斗（第10話 - 第20話）

##### 準レギュラー
- 八重：岩崎加根子（第1話、第7話）
- 鳴神の夜叉王丸：山口馬木也（第1話）
- 坂口美加：瀬戸早妃（第1話）
- 佐々木静枝：池内淳子（第1話）
- 明芳院：淡島千景（第1話、第7話、第20話（VTRのみ））
- 前田利久：渡辺大（第7話、第20話）
- 菊姫：藤井麻衣子（第7話、第20話）
- さと：根本りつ子（第7話、第20話）

#### スタッフ
- 製作総指揮：松下正治
- 製作：中尾幸男（チーフプロデューサー）、逸見勉
- 企画：田中勝久
- 脚本：岡本さとる（第1話、第3話、第6話、第8話、第10話〜第11話、第13話、第15話、第19話）、櫻井康裕（第2話、第4話、第7話、第14話、第18話、第20話）、横山一真（第5話、第9話、第16話）、吉本昌弘（第11話、第17話）、山田孝行（第12話）
- 音楽：木下忠司
- 特技：宍戸大全
- プロデューサー：藤田知久
- プロデューサー：樋口祐三、進藤盛延
- 撮影：長谷川光德、都築雅人、山本辰也、深沢伸行
- 照明：土居欣也、𡈽野宏志ほか
- 録音：田辺義教、中川清、佐藤茂樹
- 美術：秋好泰海、辻野大
- 助監督：和田圭一、喜田川隆義、佐藤晴夫、六車雅宣
- 記録：小川加津子、西村直美ほか
- 編集：藤原公司
- VE：山本辰也、作村龍二
- ビデオ編集：髙田晴伸
- 技術協力：IMAGICAウェスト
- 整音：神戸孝憲
- 邦楽監修：中本哲
- 擬斗：菅原俊夫、清家三彦、上野隆三（東映剣会）
- 騎馬：岸本乗馬センター
- 装置：森俊昭
- 装飾：籠尾和人、西川由紀夫ほか
- 小道具：高津商会
- スチール：荒川大介
- 衣裳：植田光三
- 美粧・結髪：東和美粧
- かつら：山崎かつら
- 演技事務：山下義明
- 制作担当：森井敦
- 進行主任：梅原重行、岡田圭介ほか
- 協力：京都・大覚寺、東映太秦映画村、滋賀ロケーションオフィス
- 制作補：長﨑洋二郎、浦壁浩之、八島賢
- 制作協力：オフィス・ヘンミ
- 文芸担当：皿田明
- 番組宣伝：河野裕之
- 題字：朝比奈宗源
- 印籠制作：若島宗齋
- ナレーター：鈴木史朗
- 監督：金鐘守（第1話〜第2話、第7話、第10話、第17話、第20話）、井上泰治（第3話〜第4話、第11話〜第12話、第15話〜第16話）、矢田清巳（第5話〜第6話、第18話〜第19話）、上杉尚祺（第8話〜第9話、第13話〜第14話）
- 制作協力：東映太秦映像
- 製作：C.A.L

#### 主題歌
オープニングテーマ
あゝ人生に涙あり
作詞 - 山上路夫 / 作曲 - 木下忠司 / 唄 - 原田龍二、合田雅吏

#### 解説
- おけらの新助（松井天斗）がレギュラーに加わるが、登場は第10話から。
- 第1話では静枝（池内淳子）が旅のお供をしている。
- 第15話で、クレジットされていないが、由美かおるが一人二役を演じているシーンがある。
- 第36部のポスターから「チャンネル・ロック、TBS」の表示が廃止され、TBSの表記のみとなった。

#### TBSチャンネルでの再放送
- 2017年8月11日から、CS初放送として、TBSチャンネル1にて再放送開始。

#### BS-TBSでの再放送
- 2021年5月18日から6月18日までと2022年9月28日から10月26日までそれぞれ放送された。

### 第37部
『水戸黄門 第37部』（みとこうもん だい37ぶ）は2007年4月9日から2007年9月17日までTBSで放送されたナショナル劇場のドラマ。製作はC.A.L。全23話（通算1106回）。

#### ストーリー
館林で起こった将軍綱吉の御落胤騒動を収めた一行は、騒動の原因となった越後高田へと向かう。

#### キャスト

##### メインレギュラー
- 水戸光圀：里見浩太朗
- 佐々木助三郎：原田龍二
- 渥美格之進：合田雅吏
- 疾風のお娟：由美かおる
- おけらの新助：松井天斗
- 風の鬼若：照英（第1話～第10話、第23話）
- アキ：斉藤晶
- 風車の弥七：内藤剛志（第11話～第23話）

##### 準レギュラー
- 八重：岩崎加根子（第23話）
- 鳴神の夜叉王丸：山口馬木也（第10話）
- 坂口美加：瀬戸早妃（第1話）
- 徳川綱吉：堤大二郎（第1話、第23話）
- 徳川綱條：国広富之（第23話）
- 佐々木静枝：池内淳子（第1話）

#### スタッフ
- 製作総指揮：松下正治
- 製作：中尾幸男（チーフプロデューサー）、逸見勉
- 企画：田中勝久
- 脚本：岡本さとる（第1話、第3話〜第5話、第10話、第14話、第20話）、横山一真（第2話、第6話、第12話、第21話）、櫻井康裕（第7話、第11話、第17話〜第18話）、岩田元喜（第8話、第16話、第22話）、山田孝行（第9話、第13話、第15話）、よしだあつこ（第19話）、宮川一郎（第23話）
- 音楽：木下忠司
- 特技：宍戸大全
- プロデューサー：藤田知久
- プロデューサー：樋口祐三、進藤盛延
- 撮影：山本辰也、長谷川光德、都築　雅人、林健作、津田宗幸
- 照明：土居欣也、亀山譲、畑下隆憲、?野宏志
- 録音：中川清、佐藤茂樹、田辺義教
- 美術：高見哲也、秋好泰海、山下謙爾、辻野大
- 助監督：佐藤晴夫（第1話、第5話、第7話〜第8話、第11話〜第13話、第16話〜第19話）、高垣博也（第2話〜第4話、第6話）、六車雅宣（第9話〜第10話、第14話、第21話）、和田圭一（第15話、第23話）、喜田川隆義（第20話、第22話）
- 記録：内藤幸子、小川加津子、西村直美
- 編集：藤原公司
- VE：横山丈浩、山本辰也、作村龍二
- ビデオ編集：髙田晴伸
- 技術協力：IMAGICAウェスト、オフィシャル・オーカー
- 整音：神戸孝憲
- 邦楽監修：中本哲
- 擬斗：上野隆三、清家三彦（東映剣会）
- 舞踊振付：中本由紀、猿若加於理、若柳錦秀、藤間勘素奈
- 騎馬：岸本乗馬センター
- 装置：森俊昭
- 装飾：平田俊昭、窪田治、岩花学、籠尾和人、長尾康久、西川由紀夫
- 小道具：高津商会
- スチール：荒川大介
- 衣裳：植田光三
- 美粧・結髪：東和美粧
- かつら：山崎かつら
- 演技事務：山下義明
- 制作担当：森井敦
- 進行主任：梅原重行（第1話〜第3話、第5話、第7話〜第8話、第11話〜第13話、第16話〜第19話）、西秋節生（第9話〜第10話、第14話〜第15話、第21話）、伊達知永（第20話、第22話〜第23話）
- 進行：世古美智子
- 協力：東映太秦映画村、本能寺（第3話）、上越フィルム・コミッション（第5話）、京都・大覚寺、八幡堀を守る会、滋賀ロケーションオフィス（第15話）、山形フィルム・コミッション（第19話）、宮城県白石市、白石和紙工房（第21話）
- 協力：財団法人水府明徳会 西山荘
- 制作協力：オフィス・ヘンミ
- 文芸担当：皿田明
- 番組宣伝：河野裕之
- 題字：朝比奈宗源
- 印籠制作：若島宗齋
- ナレーター：鈴木史朗
- 監督：矢田清巳（第1話、第5話、第7話〜第8話、第13話、第18話）、上杉尚祺（第2話〜第3話、第14話、第21話）、井上泰治（第4話、第6話、第16話〜第17話、第23話）、金鐘守（第9話〜第10話、第19話）、苫米地祥宏（第11話〜第12話）、森本浩史（第15話）、和田圭一（第20話、第22話）
- 制作協力：東映太秦映像
- 製作：C.A.L

#### 主題歌
オープニングテーマ
あゝ人生に涙あり
作詞 - 山上路夫 / 作曲 - 木下忠司 / 唄 - 原田龍二、合田雅吏 

#### 解説
- 第27部以来8年ぶりに風車の弥七が復活する。このシリーズからは内藤剛志が2代目風車の弥七役を演じる。弥七は第11話から登場する。サブタイトルは「母と娘つないだ風車」だが、本放送では朝日新聞のテレビ欄で「今夜！風車の弥七参上！！」、再放送の際も同新聞のテレビ欄では「風車の弥七参上！！」と表示されたことがある。
- 第5話では福知山城を高田城に見立ててロケーションが行われた。
- 第6話に斉藤の姉である斉藤千晃がゲスト出演している。
- 第13話にゲスト出演している岩崎ひろみと菊池麻衣子はNHK朝の連続テレビ小説「ふたりっ子」の主役コンビでもある。なお、岩崎はこれまでのシリーズでゲスト出演していた。
- 風の鬼若役の照英とアキ役の斉藤晶、鳴神の夜叉王丸役の山口馬木也、八重役の岩崎加根子、坂口美加役の瀬戸早妃の最終シリーズである。なお、鬼若は第10話にて生死不明の形で一度本編から離れたものの、最終話のエンディングに再登場。アキが光圀に見送られながら西山荘を旅立つところへ鬼若が迎えに来て、故郷・柘植の里へ帰るという顛末で締めくくられた。
- 最終話のエンディングでは「あゝ人生に涙あり」の1番・3番が使用された。
- オープニングタイトルバックが三葉葵のアップから西山荘の映像（ハイビジョン撮影）に変わった。そのためオープニングにて、毎回「協力 財団法人 水府明徳会 西山荘」の表記がなされるようになった。この表記は第40部まで続いた。
- この部から、『大岡越前』『江戸を斬る』などの、小話があってオープニングにはいる形式から、開始と同時にオープニングテーマが流れる方式に戻される。

#### TBSチャンネルでの再放送
- 2018年2月16日から、CS初放送として、TBSチャンネル1で放送開始。

#### BS-TBSでの再放送
- 2017年3月12日に最終話（第23話）のみが放送された。また、2022年10月27日から11月29日まで放送された。ただし、2022年の放送の際、最終話は2時間スペシャルであったため、前編・後編に分割して放送された。

### 第38部
『水戸黄門 第38部』（みとこうもん だい38ぶ）は2008年1月7日から2008年6月30日までTBSで放送されたナショナル劇場のドラマ。製作はC.A.L。全24話（通算1130回）。

#### ストーリー
瀬戸内海に隣接する花崎藩と赤津藩の合併騒動を収めるため、一行は旅立つ。

#### キャスト

##### メインレギュラー
- 水戸光圀：里見浩太朗
- 佐々木助三郎：原田龍二
- 渥美格之進：合田雅吏
- 疾風のお娟：由美かおる
- おけらの新助：松井天斗
- 山内志保：小沢真珠（第1話〜第5話、第7話〜第9話、第11話〜第24話）
- 風車の弥七：内藤剛志

##### 準レギュラー
- 徳川綱吉：堤大二郎（第1話、第24話）
- 柳沢吉保：橋爪淳（第1話、第24話）
- 伊之助：山本圭（第2話、第3話、第5話、第8話、第9話、第17話）
- 土屋道庵：田村亮（第1話、第2話、第9話、第24話）

#### スタッフ
- 製作総指揮：松下正治
- 製作：中尾幸男（チーフプロデューサー）、逸見勉
- 企画：田中勝久
- 脚本：櫻井康裕（第1話〜第2話、第6話、第8話、第20話）、宮川一郎（第1話〜第2話、第13話、第24話）、山田孝行（第3話、第9話、第11話、第14話、第22話）、小木曽豊斗（第4話、第17話）、岡本さとる（第5話、第10話、第18話〜第19話、第21話）、横山一真（第7話、第15話〜第16話、第23話）、岩田元喜（第12話）
- 音楽：木下忠司
- 特技：宍戸大全
- プロデューサー：笠谷智之
- プロデューサー：樋口祐三、進藤盛延
- 撮影：長谷川光德、安田雅彦、都築雅人、山本辰也、津田宗幸
- 照明：土居欣也、亀山譲、𡈽野宏志、畑下隆憲
- 録音：中川清、佐藤茂樹ほか
- 美術：秋好泰海、高見哲也、山下謙爾
- 助監督：佐藤晴夫（第1話〜第2話、第4話〜第5話、第8話、第10話〜第11話、第13話〜第14話）、喜田川隆義（第3話、第7話、第17話、第19話）、六車雅宣（第6話、第15話）、生駒誠（第9話、第12話）、高垣博也（第16話、第18話、第20話〜第21話、第24話）、和田圭一（第22話〜第23話）
- 記録：小川加津子、野崎八重子、内藤幸子ほか
- 編集：藤原公司
- VE：作村龍二
- ビデオ編集：髙田晴伸
- 技術協力：IMAGICAウェスト
- 整音：神戸孝憲
- 邦楽監修：中本哲
- 擬斗：清家三彦、上野隆三、菅原俊夫（東映剣会）
- 京言葉指導：西部章子
- 舞踊振付：藤間勝十郎、若柳縫秀
- 騎馬：岸本乗馬センター
- 装置：森俊昭
- 装飾：窪田治、長谷川優市呂、西川由紀夫
- 小道具：高津商会
- スチール：荒川大介
- 衣裳：植田光三
- 美粧・結髪：東和美粧
- かつら：山崎かつら
- 演技事務：山下義明
- 制作担当：森井敦
- 進行主任：梅原重行（第1話〜第5話、第7話〜第9話、第11話） 伊達知永（第9話、第12話〜第14話）
- 協力：滋賀ロケーションオフィス（第1話、第2話）、東映太秦映画村、元離宮・二條城（第1話）、京都・大覚寺、京都・嵐山 宝厳院（第3話、第13話）、奈良テレビ放送（TVN）（第6話）、伊勢志摩フィルムコミッション（第7話）、敦賀市役所観光課、越の秀嶺・西福寺、氣比神宮（第9話）、神奈川県小田原市（第22話）
- 協力：財団法人水府明徳会 西山荘
- 制作協力：オフィス・ヘンミ
- 文芸担当：皿田明
- 番組宣伝：河野裕之
- 題字：朝比奈宗源
- 印籠制作：若島宗齋
- ナレーター：鈴木史朗
- 監督：苫米地祥宏（第1話〜第2話）、矢田清巳（第3話〜第5話、第7話）、上杉尚祺（第6話、第15話、第17話、第19話）、和田圭一（第8話、第16話、第18話）、金鐘守（第9話〜第12話、第20話〜第21話、第24話）、井上泰治（第13話〜第14話）、齋藤光正（第22話〜第23話）
- 制作協力：東映太秦映像
- 製作：C.A.L

#### 主題歌
オープニングテーマ
あゝ人生に涙あり
作詞 - 山上路夫 / 作曲 - 木下忠司 / 唄 - 原田龍二、合田雅吏

#### 解説
- 助三郎の旧友で赤津藩士の山内裕之進（中村繁之）の妹・志保（小沢真珠）が、騒動の収束後も旅のお供をする。また、志保の医術の師・土屋道庵（田村亮）と志保が追う山師・伊之助（山本圭）も登場した。
- 第1話と第2話は第17部以来20年ぶりに2話完結のストーリーとなった。
- 第7話に元プロ野球選手の新庄剛志とEXILEのATSUSHIが出演している。この回にゲスト出演している中条きよしと親交があったためで、オープニングでは出演者として紹介されていない。[5][6]
- 第20話で由美と小沢が入浴シーンでの共演を果たしている。
- 第29部から登場していた将軍綱吉役の堤大二郎と柳沢吉保役の橋爪淳の最終シリーズである。
- 『ナショナル劇場』枠での水戸黄門の最終シリーズである。放送枠がパナソニック ドラマシアターに改称されて以降の第39-43部については水戸黄門 (第39-43部)を参照。

#### TBSチャンネルでの再放送
- 2018年3月22日から、CS初放送として、TBSチャンネル1にて放送開始。

#### BS-TBSでの再放送
- 2022年11月30日から2023年1月9日まで放送された。

## 他のドラマとのコラボレーション
2004年1月16日 - 3月26日まで金曜日22:00-22:54放送の金曜ドラマ奥様は魔女の2004年2月13日放送回第5話「助けて!黄門さま」にて、主人公の魔女が江戸時代にタイムスリップする内容の話で、光圀一行に出会い、この番組の様なストーリー展開になる話の回がある。